# Passasson
Passasson est un journal hebdomadaire publié au Laos. Il s'agit de l'organe officiel du Parti révolutionnaire populaire lao, parti communiste basé sur les principes du marxisme-léninisme et unique parti politique autorisé dans le pays, autrefois satellite de l'Union des républiques socialistes soviétiques.
Le journal fut fondé le 13 août 1950.